# Cyber Resilience Act
Cyber Resilience Act (CRA) eller Forordningen om cyberrobusthed er en EU-forordning fra 2024, hvis mål er at forbedre cybersikkerhed og cyberrobusthed i EU gennem fælles cybersikkerhedsstandarder for produkter med digitale elementer i EU, såsom påkrævede hændelsesrapporter og automatiske sikkerhedsopdateringer. Produkter med digitale elementer er hovedsageligt hardware og software, hvis "tilsigtede og forudsigelige brug omfatter direkte eller indirekte dataforbindelse til en datanetvært eller et datanetværk".
Cyber Resilience Act blev foreslået den 15. september 2022 af Europa-Kommissionen og vedtaget af EU-Rådet 10. oktober 2024.